# ألثو (غيبوثكوا)
بلدية ألثو (بالإسبانية: Alzo) هي بلدية تقع في مقاطعة غيبوثكوا التابعة لمنطقة إقليم الباسك شمال إسبانيا.

## الديموغرافيا
يبلغ عدد سكان بلدية ألثو 405 نسمة عام 2011 (وفقاً للمعهد الوطني للإحصاء الإسباني).
| 321 | 338 | 316 | 359 | 379 | 402 | 405 |